# Cynanchum rotiforme
Cynanchum rotiforme är en oleanderväxtart som beskrevs av Ping Tao Li. Cynanchum rotiforme ingår i släktet Cynanchum och familjen oleanderväxter. Inga underarter finns listade i Catalogue of Life.